# Англо-турецкая война (1807—1809)
Англо-турецкая война 1807—1809 годов (англ. Anglo-Turkish War (1807–1809)) — военный конфликт между Британской и Османской империями, часть Наполеоновских войн.
Летом 1806 года, во время войны с третьей коалицией, посол Наполеона генерал Себастиани смог убедить Порту отменить все привилегии, предоставленные России в 1805 году, и оставить турецкие проливы открытыми исключительно для французских кораблей. Взамен Наполеон обещал султану помочь в подавлении сербского восстания, а также в возврате потерянных Османской империей земель. Когда русские войска вступили в княжества Молдавию и Валахию, Турция объявила России войну.
В ходе Дарданелльской операции британцы предъявили турецкому султану Селиму III ультиматум, требования которого заключались в изгнании Себастиани, объявлении войны Франции, передаче дунайских княжеств России, а также сдаче турецкого флота вместе с укреплениями в Дарданеллах Королевскому флоту. После отклонения Селимом III столь неприемлемых для него условий британская эскадра под командованием вице-адмирала сэра Джона Томаса Дакворта 19 февраля 1807 года вошла в Дарданеллы, уничтожила турецкие морские силы в проливах у города Абидос и встала на якорь в Мраморном море. 
Однако турки, начав письменные переговоры с британским адмиралом, с помощью французских инженеров и генерала Себастиани воздвигли мощные батареи, а также значительно усилили береговые укрепления. В итоге ничего не добившись от турок, Дакворт 3 марта 1807 года был вынужден отступить в Средиземное море, по пути подвергшись обстрелу. Общие потери британцев составили 138 убитыми и 235 ранеными.
16 марта 1807 года пятитысячный британский корпус был высажен в Египте и захватил Александрию. Однако Александрия была оставлена в августе, после того как турецкий наместник Мухаммед Али нанес англичанам поражение и вынудил их эвакуироваться после пятимесячной осады.
Однако Турция получала от Франции небольшую военную поддержку в её тяжелой войне с Россией. А после заключения Наполеоном Тильзитского мира с Россией Турция была вынуждена пойти на подписание мира с Британией, которая к этому моменту воевала уже не только с Францией, но и с Россией.
5 января 1809 года на борту британского корабля был заключён Дарданелльский мир, положивший конец войне.